# Kómi (ort i Grekland, Nordegeiska öarna, Nomós Lésvou)
Kómi är en ort i Grekland.   Den ligger i prefekturen Nomós Lésvou och regionen Nordegeiska öarna, i den östra delen av landet, 270 km nordost om huvudstaden Aten. Kómi ligger 174 meter över havet och antalet invånare är 139. Den ligger på ön Lesbos.
Terrängen runt Kómi är lite kuperad. Runt Kómi är det ganska glesbefolkat, med 40 invånare per kvadratkilometer. Närmaste större samhälle är Mytilene, 15,2 km sydost om Kómi. 